# Долбилкин, Иван Осипович
Иван Осипович Долбилкин (1875 — 19 октября 1948) — металлург Кулебакского металлургического завода, Герой Труда.

## Биография
Сын ковровского рабочего-кузнеца Баташевских железоделательных заводов, Иван Осипович приехал в Кулебаки с дипломом Ковровского технического училища в 1899 году. Работал чертежником, мастером, затем — помощником главного механика завода. За политические взгляды сидел в тюрьмах в Ардатове[уточнить], Нижнем Новгороде, Баку.
Пять лет трудился на Обуховском заводе в Петербурге. В 1918 году был эвакуирован с семьей в Кулебаки и вновь вернулся на родной завод, где, проработав 35 лет, завоевал своим трудом уважение и почёт кулебакских металлургов, а также звание Героя Труда, присвоено 5 июля 1937 года – за ценные рационализаторские мероприятия в металлургической промышленности. Работал начальником механического цеха завода.
Сорок пять лет отдал Иван Осипович родному предприятию. Вырастил четверых сыновей — Евгения, Геннадия, Вениамина, Александра.
Его старший брат — Пётр Осипович Долбилкин — революционер, организатор-хозяйственник.

## Награды
- Герой Труда (1937).